# Trematospondylus
Trematospondylus – rodzaj plezjozaura, żyjącego we środkowej jurze.
Trematospondylus jednym z najwcześniej wprowadzonych taksonów plezjozaurów (Quenstedt, 1858). Od czasu opisu nie był ponownie badany, natomiast na podstawie ponownych badań w 2023 r. ustalono, że najprawdopodobniej rodzaj należy do grupy Rhomaleosauridae. Był to rodzaj dużych zwierząt drapieżnych, osiągających ponad 6 metrów długości